# Заплавка (Днепропетровская область)
Запла́вка (укр. Заплавка) — село, Заплавский сельский совет, Магдалиновский район, Днепропетровская область, Украина.
Код КОАТУУ — 1222383001. Население по переписи 2001 года составляло 616 человек.
Является административным центром Заплавского сельского совета, в который, кроме того, входят сёла Краснополье, Кременевка и Миновка.

## Географическое положение
Село Заплавка находится на левом берегу реки Заплавка, выше по течению на расстоянии в 5 км расположено село Котовка, ниже по течению примыкает село Мусиенково. По селу протекают пересыхающие ручьи с запрудами.

## История
- Село Заплавка основано в 1795 году.

## Объекты социальной сферы
- Школа I—II ст.
- Детский сад.
- Медпункт.
- Дом культуры.

## Достопримечательности
- Братская могила советских воинов.

## Известные люди
- Заверюха Николай Андреевич — Герой Советского Союза, уроженец села Заплавка.

## Галерея

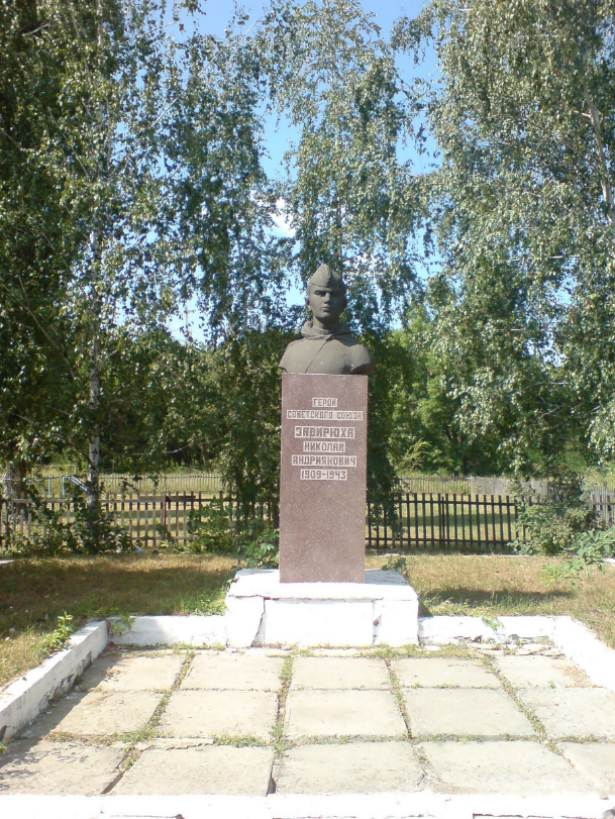
Памятник Заверюхе Николаю Андреевичу
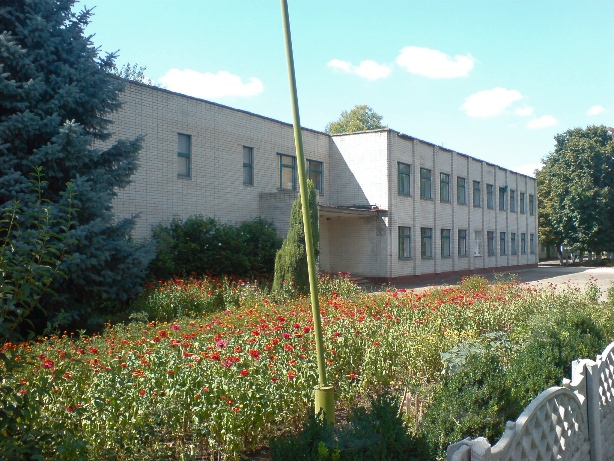
Школа
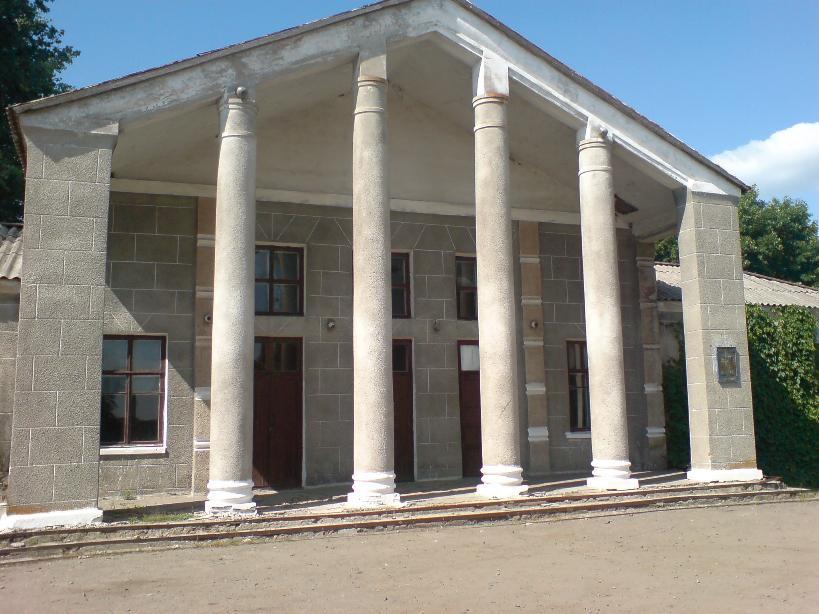
Дом культуры
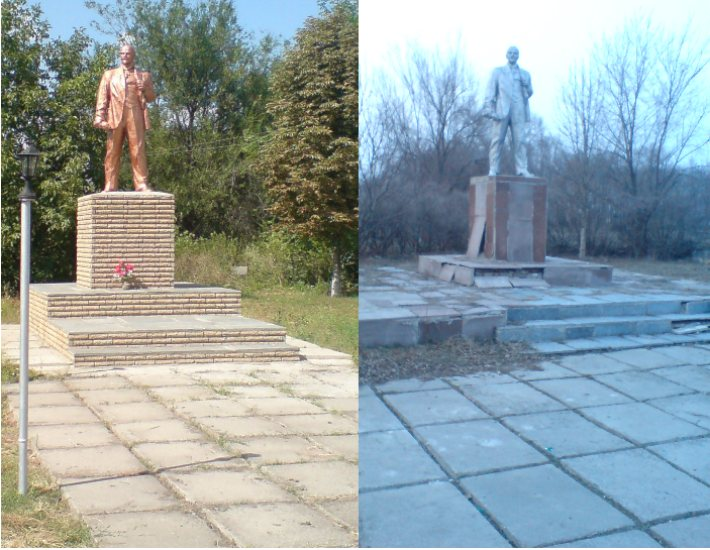
Памятник Ленину